# Gomantak Lok Pox
Gomantak Lok Pox (GLP; Goanska Folkpartiet'; på portugisiska: Partido Popular de Goa) var ett politiskt parti i den indiska delstaten Goa. Partiets sista generalsekreterare var Mathany Saldanha.
GLP var namnet på en historisk politisk grupp som förde en kamp för befrielsen av portugisiska Indien. Gruppen gjorde avtryck vid tre separata tillfällen: mellan 1835 och 1855, mellan 1948 och 1962 samt mellan 1970 och 2002.
Mellan 1948 och 1961 var George Vaz generalsekreterare, därefter var Aquino de Bragança deras representant i Conferência das Organizações Nacionalistas das Colónias Portuguesas ("Konferensen för de portugisiska koloniernas nationalistiska organisationer") 1961-1962.
I slutet av 1970-talet grundade Mathany Saldanha partiet Gomantak Lok Pox med samma namn som rörelsen, och blev dess generalsekreterare.
I delstatsvalet 1999 var Saldanha partiets enda kandidat; han ställde upp i valkretsen Cortalim och fick 1 728 röster (9,81%). År 2002 gick GLP samman med United Goans Democratic Party; Saldanha är nu UGDP:s generalsekreterare.